# Ulica Jagiellońska w Katowicach

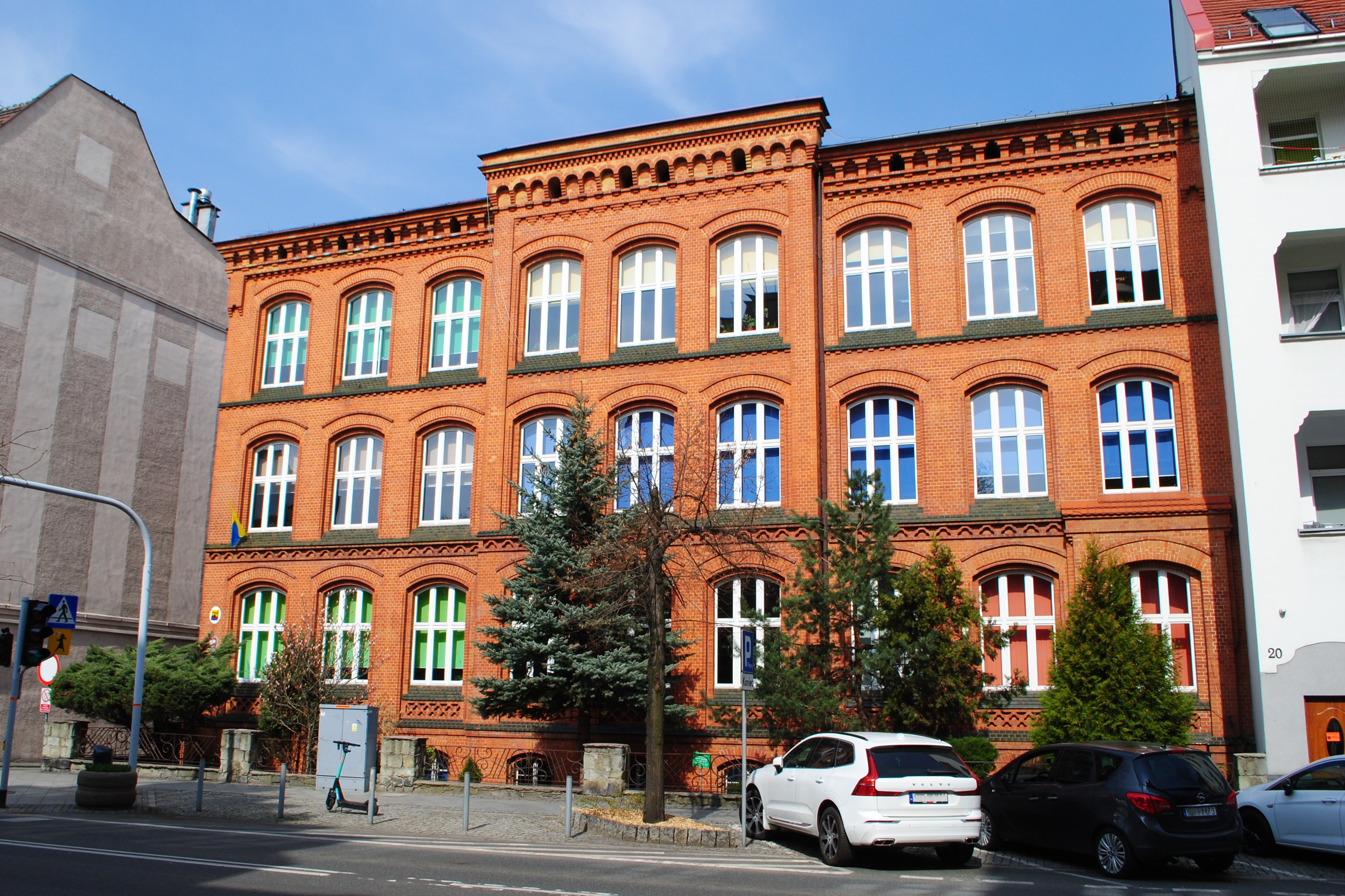
Zabytkowy budynek szkoły przy ul. Jagiellońskiej 18 (2025)

Ulica Jagiellońska w Katowicach – jedna z ważniejszych ulic w katowickim Śródmieściu. Łączy plac Karola Miarki z ulicą Francuską.

## Przebieg
Rozpoczyna swój bieg przy placu Karola Miarki. Następnie przecina ją skrzyżowanie z ul. Plebiscytową, skąd widoczne są zabytkowe zabudowania kurii metropolitalnej. Dalej ulica krzyżuje się z ul. Królowej Jadwigi, ul. Henryka Sienkiewicza, placem Sejmu Śląskiego, ul. Józefa Lompy, placem Bolesława Chrobrego i ul. Władysława Reymonta. Kończy swój bieg przy skrzyżowaniu z ulicą Francuską.

## Historia
Na posiedzeniu Rady Miasta Katowice z 13 października 1890 ulicy nadano nazwę Prinz-Heinrichstraße. Nazwa ta obowiązywała do 1922. W latach okupacji niemieckiej 1939–1945 nosiła nazwę Hindenburgstraße, nadaną przez hitlerowców. Przed II wojną światową z ulicą sąsiadował gmach nieistniejącego już Muzeum Śląskiego (1934–1936), nieukończonego, rozebranego w 1939 przez wojska niemieckie. W 1984 na terenie dawnego muzeum odsłonięto pamiątkową tablicę.

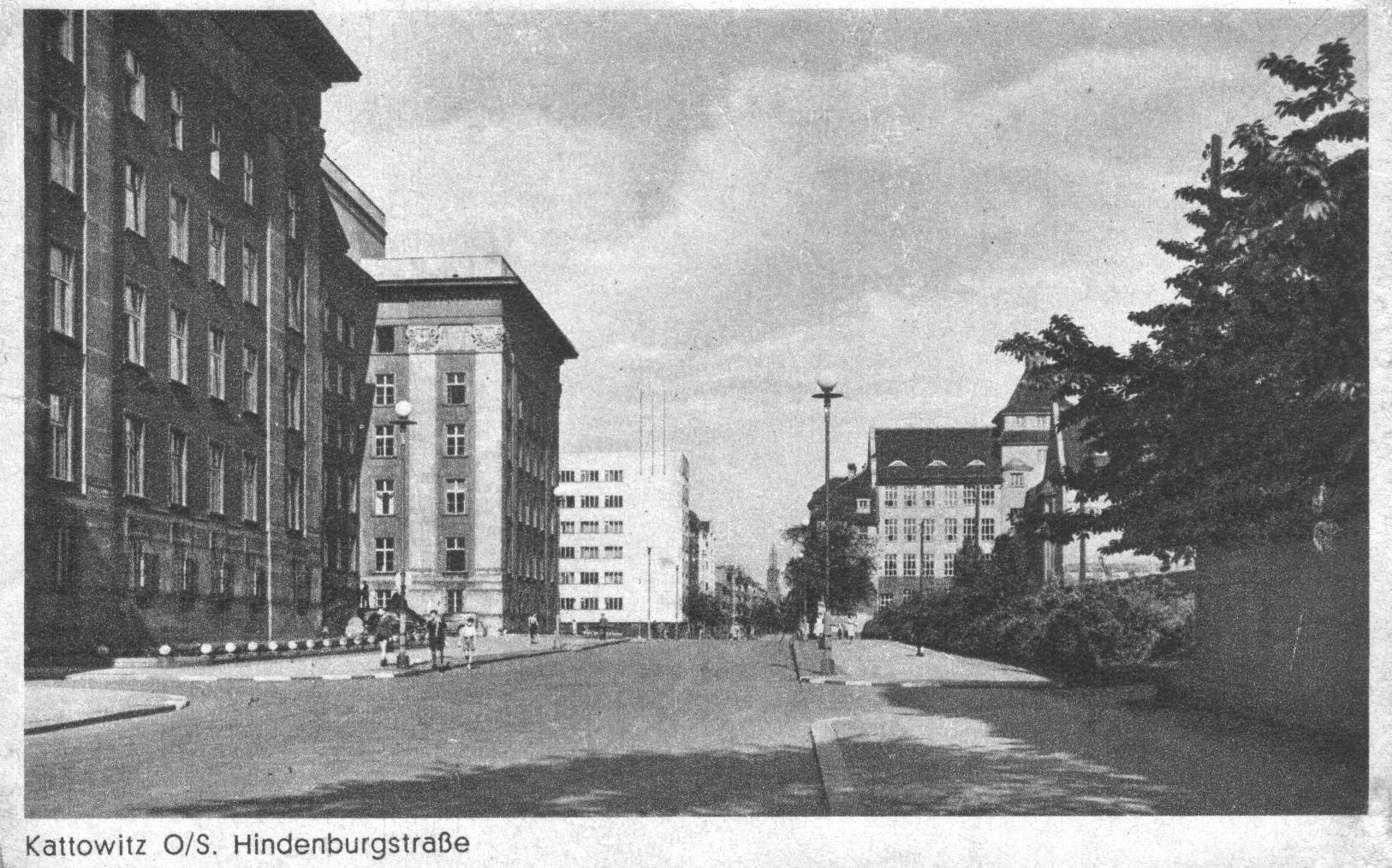
Ulica w czasie II wojny światowej

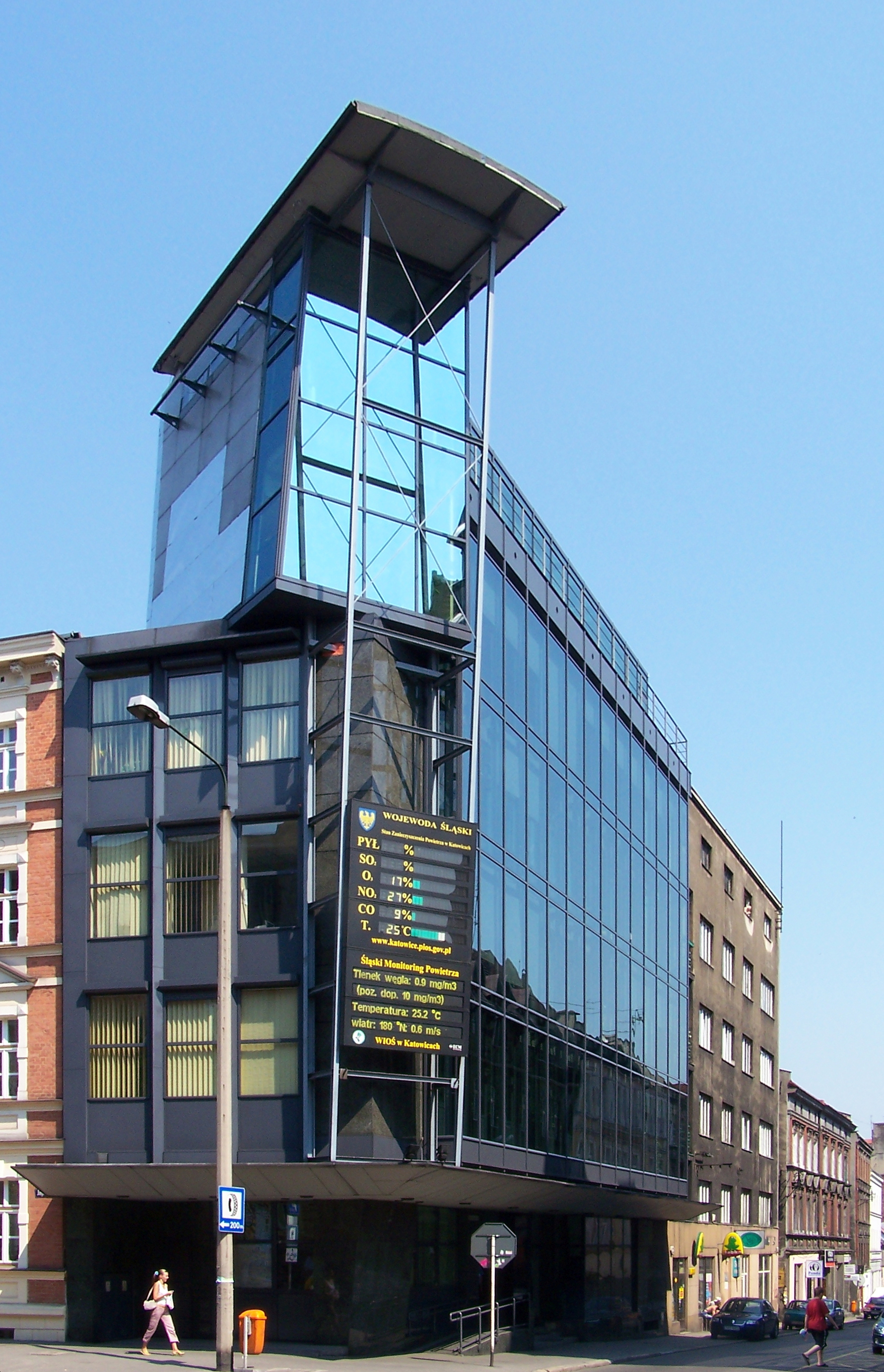
Wojewódzki Fundusz Ochrony Środowiska i Gospodarki Wodnej (róg ul. Plebiscytowej i ul. Jagiellońskiej)

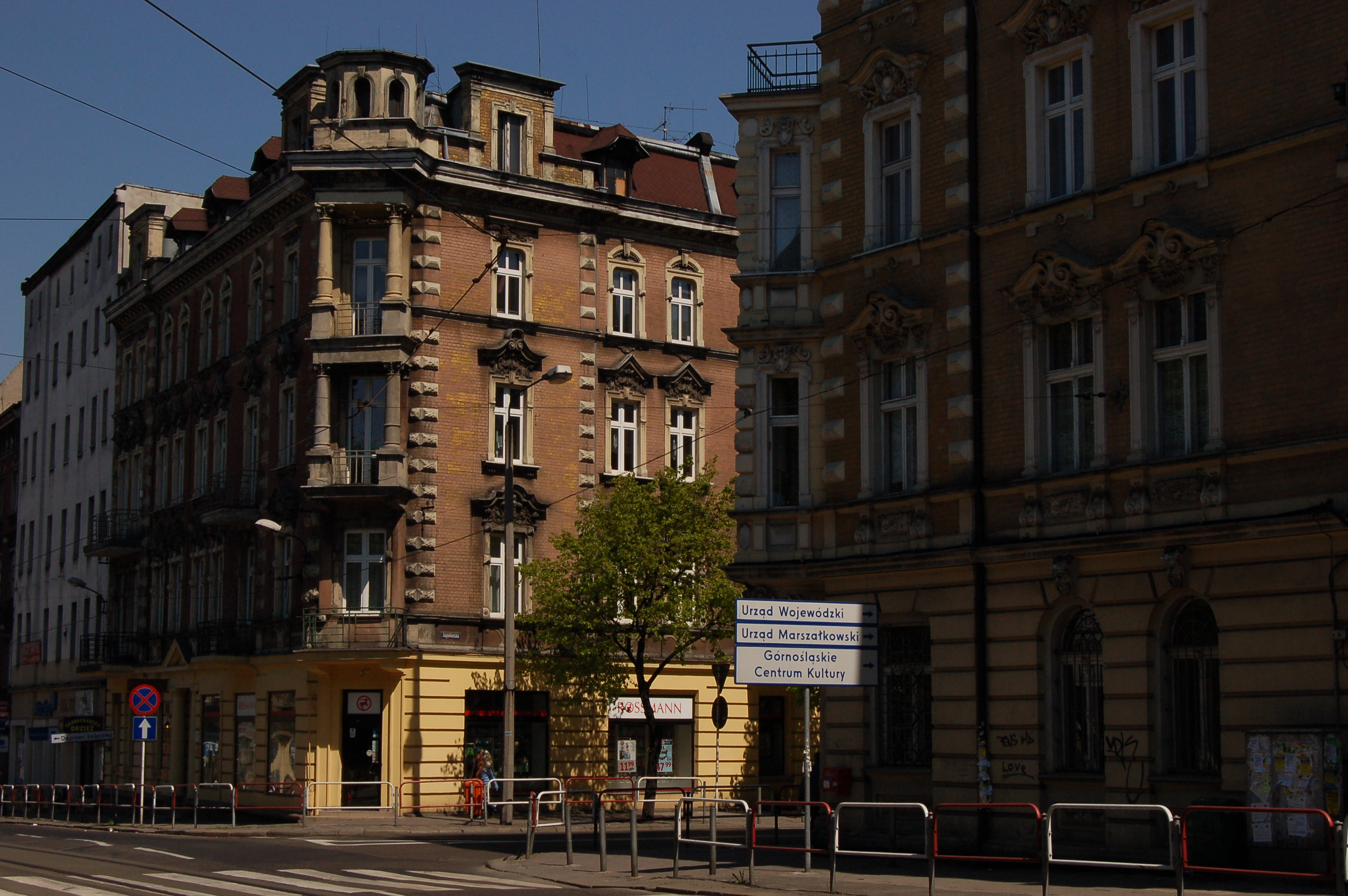
Początek ul. Jagiellońskiej (w prawo) przy pl. Karola Miarki

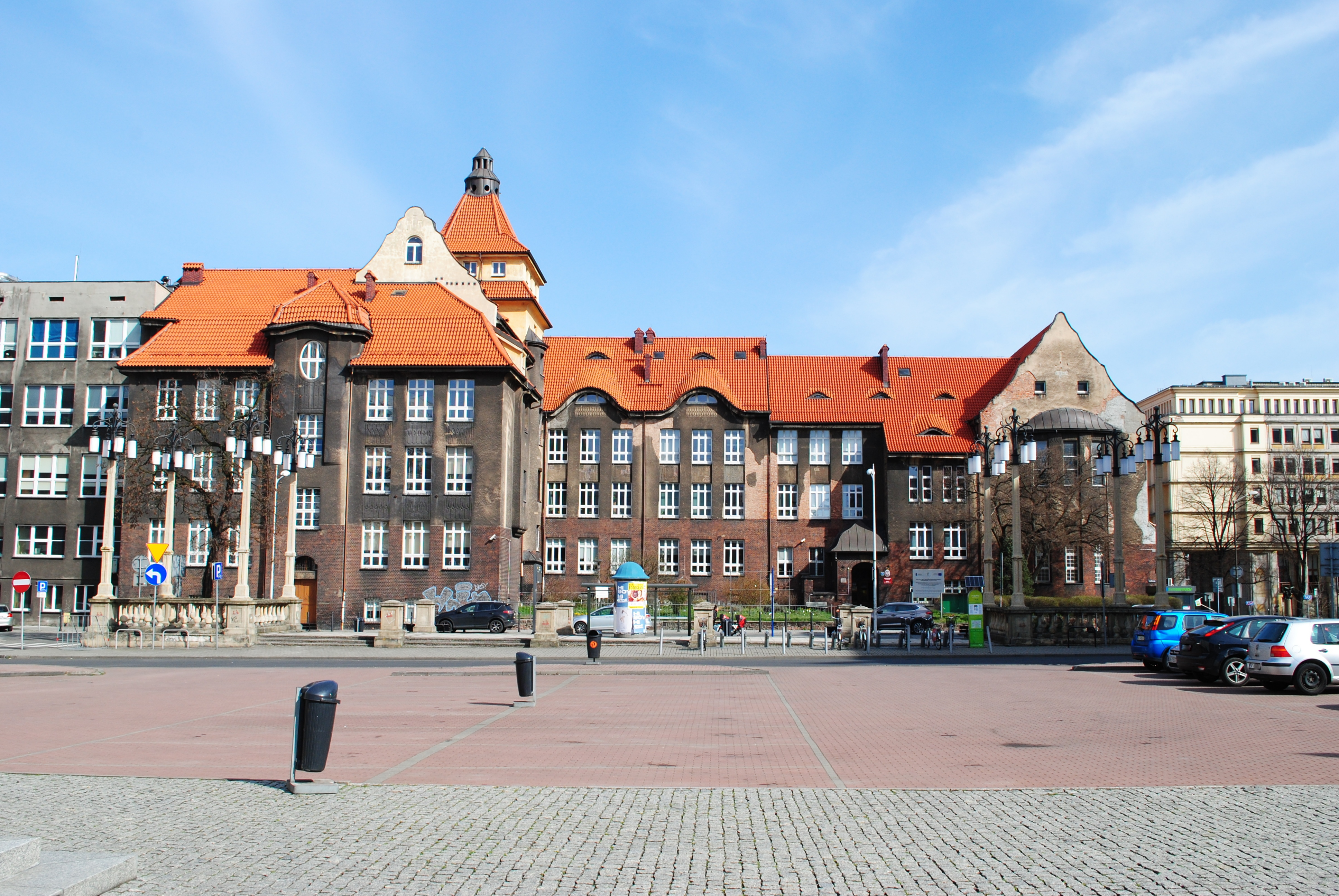
Dawny Wydział Biologii i Ochrony Środowiska Uniwersytetu Śląskiego

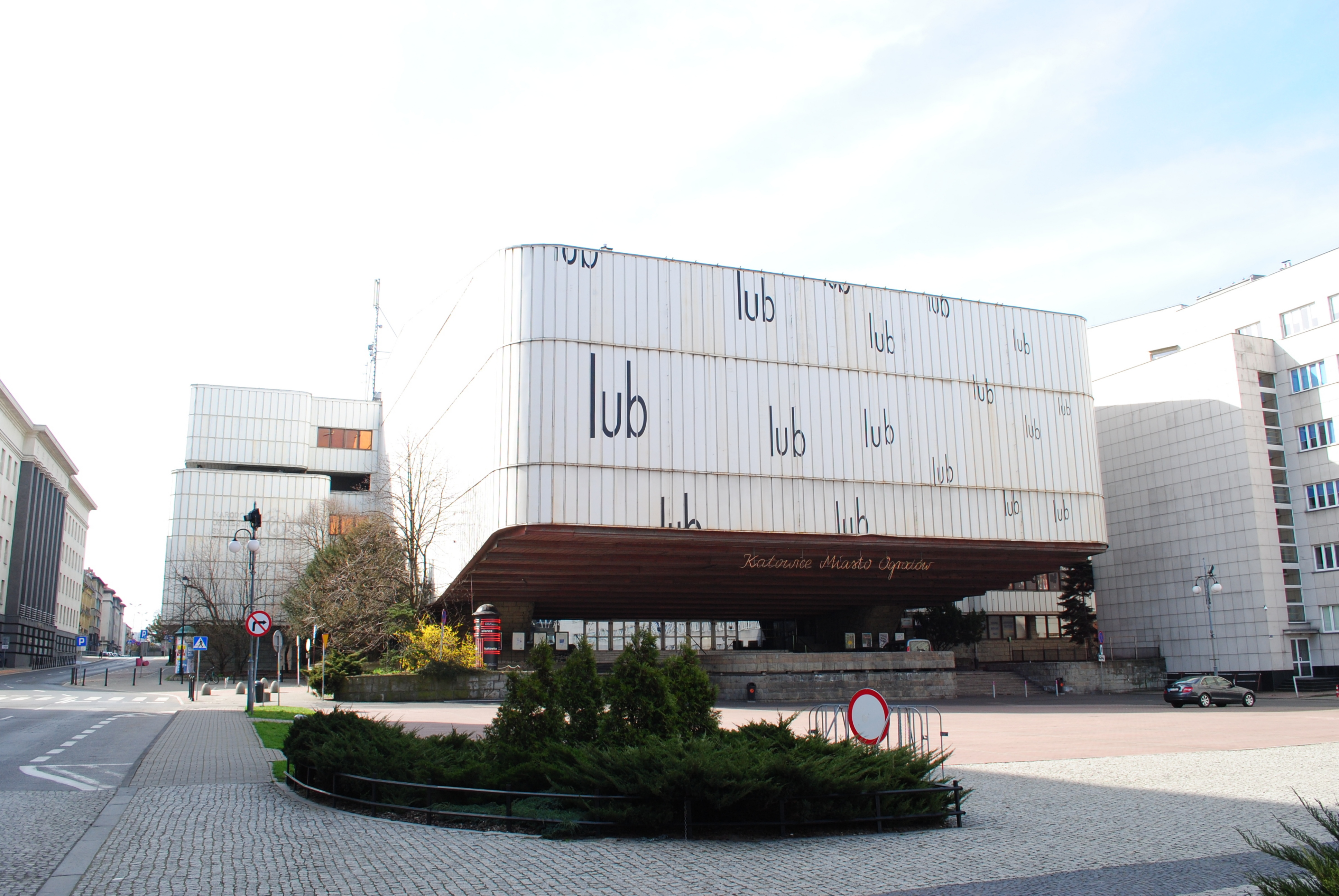
Katowice Miasto Ogrodów – Instytucja Kultury im. Krystyny Bochenek (pl. Sejmu Śląskiego 2)

W latach międzywojennych przy ul. Jagiellońskiej swoją siedzibę miały: meblarska firma "Fortuna" (pod numerem 5), Górnośląska Wytwórnia Chemiczna (ul. Jagiellońska 5), hurtownia śledzi Steinhauer i Ska (pod numerem 14), cukiernia Bogusława i Ludwika Karolaków (pod numerem 5), hotel Hospitz z 23 pokojami (ul. Jagiellońska 17), skład win i wódek J. Śpiewaka (pod numerem 10), Drukarnia Wydawnicza "Merkur" (pod numerem 13), zakład mechaniczno-ślusarski Jana Szmigiela (ul. Jagiellońska 36), przedsiębiorstwo Transit Katowice (pod numerem 1). Pod numerem 18 funkcjonowała męska Szkoła Powszechna nr 1 im. Marszałka Józefa Piłsudskiego.
W 2007 na fasadzie budynku pod numerem 17 odsłonięto tablicę, upamiętniającą Polaków zamordowanych przez Niemców w budynku i w piwnicy budynku przy ul. Jagiellońskiej 17 we wrześniu 1939.

## Opis
Przy ulicy Jagiellońskiej znajdują się następujące historyczne obiekty:
- narożna kamienica mieszkalna (ul. Jagiellońska 1, ul. J. Kochanowskiego 2)[18];
- narożna kamienica mieszkalna (ul. Jagiellońska 2, ul. J. Kochanowskiego 1)[18];
- kamienica mieszkalna (ul. Jagiellońska 3); wpisana do rejestru zabytków 12 czerwca 1992 (nr rej.: A/758/2021[19][20]); wzniesiona w latach 1894–1895 według projektu J. Kustoscha w stylu eklektycznym (przebudowana w 1902 w strefie przyziemia[21]);
- kamienica mieszkalna (ul. Jagiellońska 4)[18];
- kamienica mieszkalna (ul. Jagiellońska 5)[18];
- kamienica mieszkalna (ul. Jagiellońska 6)[18];
- kamienica mieszkalna (ul. Jagiellońska 7)[18];
- kamienica mieszkalna (ul. Jagiellońska 8)[18];
- narożna kamienica mieszkalna (ul. Jagiellońska 11, ul. Plebiscytowa 16)[18];
- siedziba Wojewódzkiego Funduszu Ochrony Środowiska i Gospodarki Wodnej (ul. Plebiscytowa 19, róg z ul. Jagiellońską); wzniesiona w 1967 według projektu Henryka Buszki i A. Franty; przebudowana w 1998 według projektu Jana Pallado i Aleksandra Skupina z 1997 r.; budynek posiada powierzchnię całkowitą 1010 m² i kubaturę 4410 m³; architekci za tę realizację otrzymali wyróżnienie w konkursie "Życie w Architekturze" na najlepszą realizację architektoniczną Katowic 1989–1999[22];
- narożna kamienica mieszkalna (ul. Jagiellońska 12, ul. Plebiscytowa 14)[18];
- kamienica mieszkalna (ul. Jagiellońska 13)[18];
- kamienica mieszkalna (ul. Jagiellońska 16)[18];
- historyczny budynek (ul. Jagiellońska 17)[18];
- budynek szkoły (ul. Jagiellońska 18), wzniesiony na początku XX wieku w stylu historyzmu, następnie rozbudowany[18]; obecnie siedziba Szkoły Podstawowej nr 1 im. Józefa Piłsudskiego (dawniej im. Sylwestra Ludygi)[23];
- narożna kamienica mieszkalna (ul. Jagiellońska 19, ul. H. Sienkiewicza 21)[18];
- kamienica mieszkalna (ul. Jagiellońska 20)[18];
- narożna kamienica mieszkalna (ul. Jagiellońska 21, róg z ul. H. Sienkiewicza)[18];
- narożna kamienica mieszkalna (ul. Jagiellońska 22, ul. H. Sienkiewicza 19)[18];
- sześciokondygnacyjny gmach Urzędów Niezespolonych przy ul. Jagiellońskiej 23 i pl. Sejmu Śląskiego 1, wzniesiony w latach 1935–1936 według projektu Witolda Kłębkowskiego[24]; od 1990 w budynku mieści się Wydział Filologii Uniwersytetu Śląskiego[10]; wartość budynku na dzień 1 września 1939 wynosiła 2 200 000 złotych[25]; w dwudziestoleciu międzywojennym w budynku istniały następujące urzędy[26]: Śląski Urząd Wojewódzki, Urząd Kontroli Państwa, Komisarz Demobilizacyjny;
- narożna kamienica mieszkalna (ul. Jagiellońska 24, ul. H. Sienkiewicza 18)[18];
- gmach Sejmu Śląskiego przy ul. Jagiellońskiej 25, wzniesiony w latach 1924–1927, czterofrontowy, koszt budowy wyniósł 13 milionów złotych; budynek posiada 634 pomieszczenia, w 1929 był budynkiem o największej kubaturze w Polsce[24]; wartość budynku na dzień 1 września 1939 wynosiła 13 500 000 złotych[25]; gmach wpisano do rejestru zabytków 19 sierpnia 1978 (nr rej.: A/285/09)[20][27];
- narożna kamienica mieszkalna (ul. Jagiellońska 27, ul. Wł. Reymonta 14, 16, 18)[18]; czteropiętrowa, murowana, wzniesiona w 1932, posiadająca dach pokryty dachówką; wartość budynku na dzień 1 września 1939 wynosiła 250 000 złotych[25];
- Wydział Biologii i Ochrony Środowiska Uniwersytetu Śląskiego (ul. Jagiellońska 28); wpisany do rejestru zabytków (nr rej.: A/1371/88 z 27 września 1988[20]); zaprojektowany w latach 1906–1907 na potrzeby gimnazjum, budowę ukończono w roku 1913, wybudowany w stylu łączącym elementy historyzmu i wczesnego modernizmu[21], w 1906 do tego budynku przeniosła się katowicka Oberrealschule[28];
- kamienica mieszkalna (ul. Jagiellońska 36)[18] w stylu secesyjnym[29] według projektu Louisa Damego[30].

Przy przylegającym do ulicy placu Sejmu Śląskiego znajdują się siedziby następujących instytucji: Wydziału Filologicznego Uniwersytetu Śląskiego, Instytucji Kultury im. Krystyny Bochenek Katowice - Miasto Ogrodów, Muzeum Śląskiego – Centrum Scenografii Polskiej oraz Teatru "Korez", Jazz Clubu Hipnoza i Klubu Muzycznego 2B3. Do 2014 r. w budynku Centrum Kultury Katowice im. Krystyny Bochenek mieściła się również siedziba Narodowej Orkiestry Symfonicznej Polskiego Radia. Przy ulicy Jagiellońskiej, zaraz za placem Sejmu Śląskiego znajduje się siedziba Śląskiego Urzędu Wojewódzkiego.
Z ulicy widoczne są trzy pomniki: pomnik Wojciecha Korfantego na placu Sejmu Śląskiego, pomnik Józefa Piłsudskiego oraz pomnik w miejscu dawnego gmachu Muzeum Śląskiego (Piastowskie Orły Śląskie) na placu Bolesława Chrobrego.
Ulicą na całej swojej długości kursują autobusy na zlecenie Zarządu Transportu Metropolitalnego (ZTM).